# Nobel Boungou Colo
Dy Nobel Ritchy Boungou Colo (Brazzaville, 26 aprile 1988) è un cestista della Repubblica del Congo con cittadinanza francese.

## Palmarès
- Campionato francese: 2

Limoges CSP: 2013-14, 2014-15
- Coppa Italia: 1

Auxilium Torino: 2018
- Match des Champions: 1

Limoges CSP: 2012